# 프라이드 (드라마)
프라이드(일본어: プライド, Pride)는 2004년 1월 12일부터 같은 해 3월 22일까지 후지 TV에서 방송된 드라마이다.
총 11회로 방송시간은 월요일 21:00~21:54(첫회는 22:09, 마지막회는 22:24까지) 평균 시청률은 24.9%, 최고 시청률은 28.8%(마지막회)이다.

## 내용
'빙상의 격투기'라고 불리는 아이스하키라는 스포츠에 정열을 불태우는 청년들의 분투가 메인 내용이며 사토나카 하루라는 선수의 망가진 마음의 치유에 관한 심리적인 내용이다.
또 선수들의 성장에 관한 인간관계를 사실적으로 그린 '스포츠 근성 러브스토리'라고 하는 형태를 채용했다.
아이스맨들이 그리는 환상적인 얼음 위에서의 움직임은 지루할 틈이 없다.
기무라 타쿠야의 웃다가 정색의 연기가 볼만하다.

## 등장인물
사토나카 하루(里中ハル) - 기무라 타쿠야(木村拓哉)
30세. 아이스하키 실업팀 '블루 스콜피언스(ブル-スコ-ピオンズ)'의 주장이자 에이스. 실력과 인격 등 모든 면에서 팀원들의 신뢰를 한 몸에 받고 있는 존재. 하키를 위해서 선수로 뛰는 동안에는 진정한 사랑은 하지 않기로 결심했다
무라세 아키(村瀨亞樹) - 다케우치 유코(竹內結子)
24세. '블루 스콜피언스'의 모회사 '블루테크노인터내셔날(ブル-テクノインタ-ナショナル)'의 총리과에 근무하는 OL. 뉴욕에 갔다가 연락처도 받지 않은 남자와의 약속을 믿고 계속 그를 기다리고 있다 아이스하키 구경을 갔다가 하루와 만났는데 하루는 그녀를 고리타분한 여자라고 놀린다
홋타 야마토(堀田大和) - 사카구치 켄지(坂口憲二)
28세. 하루와 고등학교 때부터 동고동락해 온 후배. 팀에서는 골키퍼를 맡고 있다 성실하고 진지하며 잘생긴 외모에도 불구하고 연애에는 서투르다 무엇이나 솔직하게 얘기할 수 있는 좋은 상담 상대이기도 하다
아이자와 유리(相澤百合) - 나카고시 노리코(中越典子)
24세. 아키의 동료이자 친구. 오래전 돈 때문에 고생한 경험 때문에 남자의 가치를 경제력으로 판단하는 타입. 야마토를 부자라고 착각하고 맹렬한 기세로 그에게 접근한다
시마무라 마코토(島村眞琴) - 사토 류타(佐藤隆太)
23세. 팀의 분위기를 띄우는 존재. 하루나 야마토를 졸졸 쫓아다니는데 언제 어디서나 다양한 화제로 떠들어댄다 늘 야마토에게 구박을 당해 소화불량 상태라며 투덜댄다
이시카와 치카(石川知佳) - 메구미(MEGUMI)
24세. 아키의 동료이자 친구. 연애는 즐거워야 한다는 걸 지상목표로 자극적인 관계를 되풀이하는 현대 여성. 어쩌다가 토모노리의 독설에 걸려 그와 관계를 가져버린다
소노다 사에코(園田さえ子) - 타키자와 사오리(瀧澤沙織)
26세. 팀의 매니저로 개성이 강한 선수들이 다독이며 하나로 모으는 능력을 지닌 심지가 강한 여성. 사사건건 새로 부임한 코치 에게 반발하는 하루를 진심으로 걱정하고 있다
이케가미 토모노리(池上友則) - 이치카와 소메고로(市川染五郞)
30세. 하루와 아이스하키팀 동기이자 팀 내에서는 부주장같은 존재. 외제차를 타고 다니는 부자집 아들지만 여성 관계가 복잡하다.하루와는 오랫동안 쌓은 신뢰로 뭉친 사이.
효도 유이치로(兵頭雄一郞) - 사토 코이치(佐藤浩市)
42세. 팀에 새로 부임해 온 새로운 코치. 캐나다 프로팀의 전술을 배워온 유학파로 선진 기술을 팀에 도입하기 위해 이제까지의 팀을 정면으로 부정한다 팀의 모든 문제가 하루에게서 나온다는 생각에서 매번 하루를 힐책해 사사건건 그와 부딪힌다
안자이 요코(安西容子) - 이시다 유리코(石田ゆり子)
하루가 존경하는 전임 코치 켄고의 아내. 현모양처의 전형으로 나온다 하루에게 있어서 이상형 그 자체였으나 우연히 다른 남자와의 불륜 현장을 보고는 여러 가지 혼란을 느끼게 된다 남편의 긴 투병생활로 지쳐있다
안자이 켄고(安西健吾) - 도키토 사부로(時任三郞)
‘블루 스콜피언스(ブル-スコ-ピオンズ)’ 코치. 하루 등 선수들의 절대적인 신임을 받고 있었으나 병으로 쓰러져 병원 신세를 지게 된다 효율적인 시스템보다는 기합과 정신을 강조하는 다소 낡은 교육방식을 고수하고 있는 인물이다